# Chinesisch-sowjetisches Zerwürfnis

Kommunistische Bündnisse 1980:
prosowjetisch
prochinesisch
Nichtgebundene Nordkorea und Jugoslawien.
Somalia war bis 1977 prosowjetisch.
Kambodscha (Demokratisches Kampuchea) war bis 1979 prochinesisch.

Das chinesisch-sowjetische Zerwürfnis war ein Konflikt in den Beziehungen zwischen der Sowjetunion und der Volksrepublik China. Er begann in den späten 1950er Jahren, erreichte seinen Höhepunkt im Jahre 1969 und setzte sich bis in die späten 1980er Jahre fort. Der Kampf zwischen Nikita Chruschtschow und Mao Zedong um den Führungsanspruch in der kommunistischen Bewegung endete mit einer Spaltung.

## Hintergrund
In den 1950er Jahren wandelte die Volksrepublik China mithilfe sowjetischer Berater die chinesische Wirtschaft in eine sozialistische Zentralverwaltungswirtschaft nach dem Vorbild der Sowjetunion um. Die Strategie war, schnell eine Schwerindustrie aufzubauen und die dafür benötigten Arbeitskräfte aus der Landwirtschaft abzuziehen, um damit die Industrialisierung zu finanzieren.
Im Jahr 1954 besuchte Nikita Chruschtschow die Volksrepublik China. Dabei wurde auch eine stärkere wirtschaftliche Zusammenarbeit vereinbart. 1955 wurde der sowjetische Stützpunkt Port Arthur an China zurückgegeben.
Im Februar 1956 klagte Chruschtschow  die Verfehlungen des Stalinismus auf dem XX. Parteitag der KPdSU an. Schon 1955 hatte er sich bemüht, die Beziehung zum unter Stalin verfemten Jugoslawien Titos zu normalisieren. In seinen Reden lehnte Chruschtschow das Regime Stalins ab, kündigte an, das Kominform aufzulösen, und spielte die marxistisch-leninistische Theorie vom unvermeidbaren bewaffneten Konflikt zwischen Kapitalismus und Sozialismus herunter. Mao war mit dieser Entwicklung nicht einverstanden und hatte den Eindruck, dass die sowjetische Führung immer mehr von den Ideen des Marxismus-Leninismus und der Herbeiführung des endgültigen Sieges des Kommunismus abrückte.
In den späten 1950er Jahren entwickelte Mao eigene Theorien, wie China direkt in den Kommunismus eintreten könnte, indem es sein riesiges Reservoir an Arbeitskräften mobilisierte. Seine Überlegungen mündeten im Großen Sprung nach vorn. Dieser dilettantische Versuch, das Land von seiner agrarischen Basis her ruckartig zu industrialisieren, mündete in einer Hungersnot.
Ab 1958, als die Sowjetunion in der zweiten Quemoy-Krise China politische Rückendeckung verweigert hatte, kam es dann zum Zerwürfnis zwischen den beiden kommunistischen Mächten.

## Beginn des Zerwürfnisses

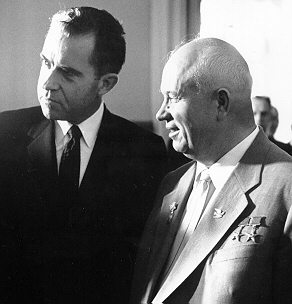
Chruschtschow (rechts) mit Richard Nixon (1959)

Im Jahre 1959 war die Sowjetunion über das Chaos, das in China nach dem Großen Sprung nach vorn herrschte, beunruhigt und zog ihr Versprechen zurück, China bei der Entwicklung von Atomwaffen zu helfen. Im gleichen Jahr traf sich Chruschtschow einerseits mit dem Präsidenten der Vereinigten Staaten, Eisenhower, andererseits weigerte er sich, die Volksrepublik China in ihrem Grenzkonflikt mit Indien zu unterstützen. Nach Meinung Maos war Chruschtschow gegenüber dem Westen zu zu vielen Zugeständnissen bereit.
Die sowjetische Führung versuchte, in Konflikten Kompromisse zu finden, um den Ausbruch eines Atomkrieges zu vermeiden. Sie betrachtete Mao als Risiko und war nicht bereit, ihm bei der Entwicklung von Atomwaffen zu helfen, die er im Koreakrieg oder in Taiwan einsetzen könnte. Sie sahen die Politik des Großen Sprungs nach vorn auch als Beweis dafür, dass Mao kein wirklicher Marxist sei.
Eine Zeit lang wurde die Polemik zwischen China und der UdSSR indirekt ausgetragen. In gegenseitigen verbalen Angriffen beschuldigten die Chinesen Josip Broz Tito und die Sowjets den albanischen Diktator Enver Hoxha, einen Verbündeten Chinas, als Stellvertreter der jeweiligen Macht. Im Juni 1960 wurde der Streit öffentlich, als auf einem Kongress der Rumänischen Kommunistischen Partei Chruschtschow und Peng Zhen öffentlich aneinandergerieten.
Im November desselben Jahres stritt sich die chinesische Delegation auf einem Treffen von 81 kommunistischen Parteien in Moskau mit der sowjetischen Delegation. Am Schluss kam aber doch noch eine Resolution zustande, mit der eine förmliche Spaltung der kommunistischen Bewegung vermieden wurde. Auf dem XXII. Parteitag der KPdSU im Oktober 1961 flammten die Meinungsverschiedenheiten wieder auf. Im Dezember brach die Sowjetunion ihre diplomatischen Beziehungen zu Albanien ab. Damit war aus einem Streit zwischen Parteien ein Streit zwischen Staaten geworden.
1962 kritisierte Mao Chruschtschow dafür, dass er in der Krise um die Stationierung sowjetischer Atomraketen auf Kuba eingelenkt hatte; Chruschtschow „entwickele sich von einem Abenteurer zu einem Kapitulanten“. Chruschtschow argumentierte, dass Maos Politik zu einem Atomkrieg geführt hätte. Im gleichen Jahr unterstützte die Sowjetunion Indien in seinem kurzen Grenzkrieg mit China. In der Folge legte man sich gegenseitig schriftlich die unterschiedlichen ideologischen Positionen dar. Im Juni 1963 veröffentlichte die chinesische Seite einen offenen Brief mit dem Titel »Vorschlag zur Generallinie der internationalen kommunistischen Bewegung«. Die sowjetische Seite antwortete mit einem »Offenen Brief des ZK der KPdSU an alle Parteiorganisationen, an alle Kommunisten der Sowjetunion«.
Eine kurze Pause in der Polemik ergab sich, als Chruschtschow im Oktober 1964 abgesetzt worden war. Im November besuchte der Premierminister der Volksrepublik China, Zhou Enlai, Moskau, um mit der neuen Führung unter Breschnew und Kossygin zu verhandeln. Er berichtete danach, dass die sowjetische Führung keinen Anlass sähe, ihre Politik zu ändern. Mao bezeichnete die sowjetische Politik als „Chruschtschowismus ohne Chruschtschow“, und der Krieg der Worte setzte sich fort.

## Vom Zerwürfnis zur Konfrontation

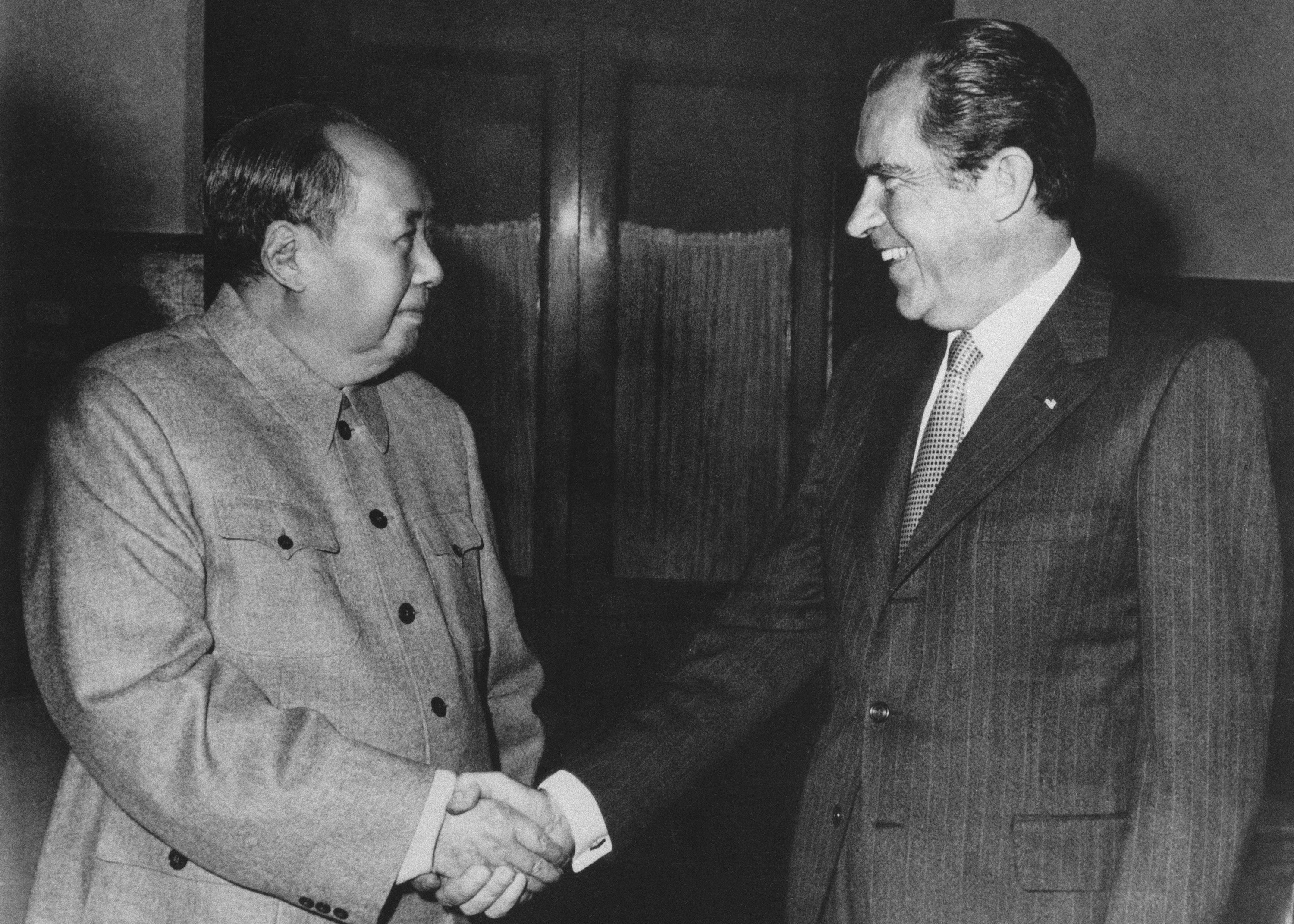
Mao und Nixon (1972)

Der Beginn der Kulturrevolution unterbrach nicht nur die Kontakte zwischen den zwei Ländern, er brachte China auch in eine Isolation gegenüber dem Rest der Welt. Die Erlaubnis Chinas an die Sowjetunion, Waffen und Nachschub durch China nach Vietnam zu transportieren, um Nordvietnam im Krieg gegen den Süden und die Vereinigten Staaten zu unterstützen, stellt hier eine Ausnahme dar.
Nach Beginn der Kulturrevolution unterstützte neben der Partei der Arbeit Albaniens nur noch die Kommunistische Partei Indonesiens die Volksrepublik China. Die KP Indonesiens wurde aber durch die Verfolgungswelle und Massenmorde 1965–1966 zerschlagen. In vielen Ländern wurden kleine maoistische Parteien gegründet, die aber nur wenig Einfluss hatten.
Im Januar 1967 belagerten Rote Garden die sowjetische Botschaft in Peking. Obwohl die diplomatischen Beziehungen zu keiner Zeit offiziell abgebrochen wurden, lagen sie doch praktisch auf Eis.
Im Jahre 1968 verlegte die Sowjetunion massiv Truppen an die chinesische Grenze, besonders an die Grenze zum chinesischen Gebiet Xinjiang. Während 1961 etwa zwölf sowjetische Divisionen halber Stärke und 200 Flugzeuge an der Grenze stationiert waren, waren es zum Ende des Jahres 1968 25 Divisionen, 1.200 Flugzeuge und 120 Mittelstreckenraketen.
Die Spannungen an der Grenze verstärkten sich bis 1969, als am 2. März Kämpfe am Fluss Ussuri ausbrachen. Vordergründig ging es bei diesen Auseinandersetzungen um den geringfügigen Streit, ob die im Ussuri gelegene Insel Zhenbao Dao (russischer Name: Damanski) neutrales Territorium sei oder ob sie zur Sowjetunion oder zur Volksrepublik China gehöre. Der amerikanische Journalist Harrison Salisbury brachte ein Buch mit dem Titel The Coming War Between Russia and China heraus, und im August 1969 deutete die sowjetische Führung an, das chinesische Kernwaffentestgelände Lop Nor mit Atomwaffen angreifen zu wollen.
Im September 1969 machte Kossygin einen Geheimbesuch in Peking und verhandelte mit Premierminister Zhou Enlai, die Kampfhandlungen wurden eingestellt. Im Oktober begannen Verhandlungen über die Grenzfrage. Obwohl keine Einigung erreicht wurde, hielten die Treffen ein Minimum an diplomatischer Kommunikation aufrecht.
1970 hatte Mao erkannt, dass er nicht gleichzeitig die Sowjetunion und die Vereinigten Staaten herausfordern und noch dazu Unruhen im Inneren unterdrücken konnte. In diesem Jahr entschied er auch, dass die Sowjetunion die größere Gefahr sei; deshalb suchte er eine Möglichkeit der Entspannung mit den Vereinigten Staaten, obwohl der Vietnamkrieg auf seinem Höhepunkt war und die antiamerikanische Propaganda auf Hochtouren lief. Im Juli 1971 besuchte Henry Kissinger, der Sicherheitsberater des US-amerikanischen Präsidenten, insgeheim Peking.
Anfang September 1971 versuchte Lin Biao, Maos designierter Nachfolger, diesen im Staatsstreich abzusetzen. Aber am 13. September kam er durch einen Flugzeugabsturz ums Leben, vermutlich beim Versuch, in die Sowjetunion zu fliehen. Mit seinem Tod endete die radikalste Phase der Kulturrevolution. Im Februar 1972 folgte dann auf die Geheimdiplomatie Kissingers der offizielle Besuch von US-Präsident Richard Nixon, zusammen mit der US-amerikanischen Tischtennis-Nationalmannschaft (daher die Bezeichnung Ping-Pong-Diplomatie). Die Sowjets waren anfangs verärgert, verhandelten später aber auch selbst mit Nixon, und es entwickelte sich eine Dreiecksbeziehung zwischen Washington, Peking und Moskau. Damit war die schlimmste Periode der Konfrontation zwischen der Sowjetunion und China vorüber.
Die Rivalität zwischen China und der Sowjetunion breitete sich nach Afrika und in den Nahen Osten aus, wo jede der beiden Mächte verschiedene konkurrierende Parteien, Bewegungen und Staaten unterstützte.

## Rückkehr zur Normalität

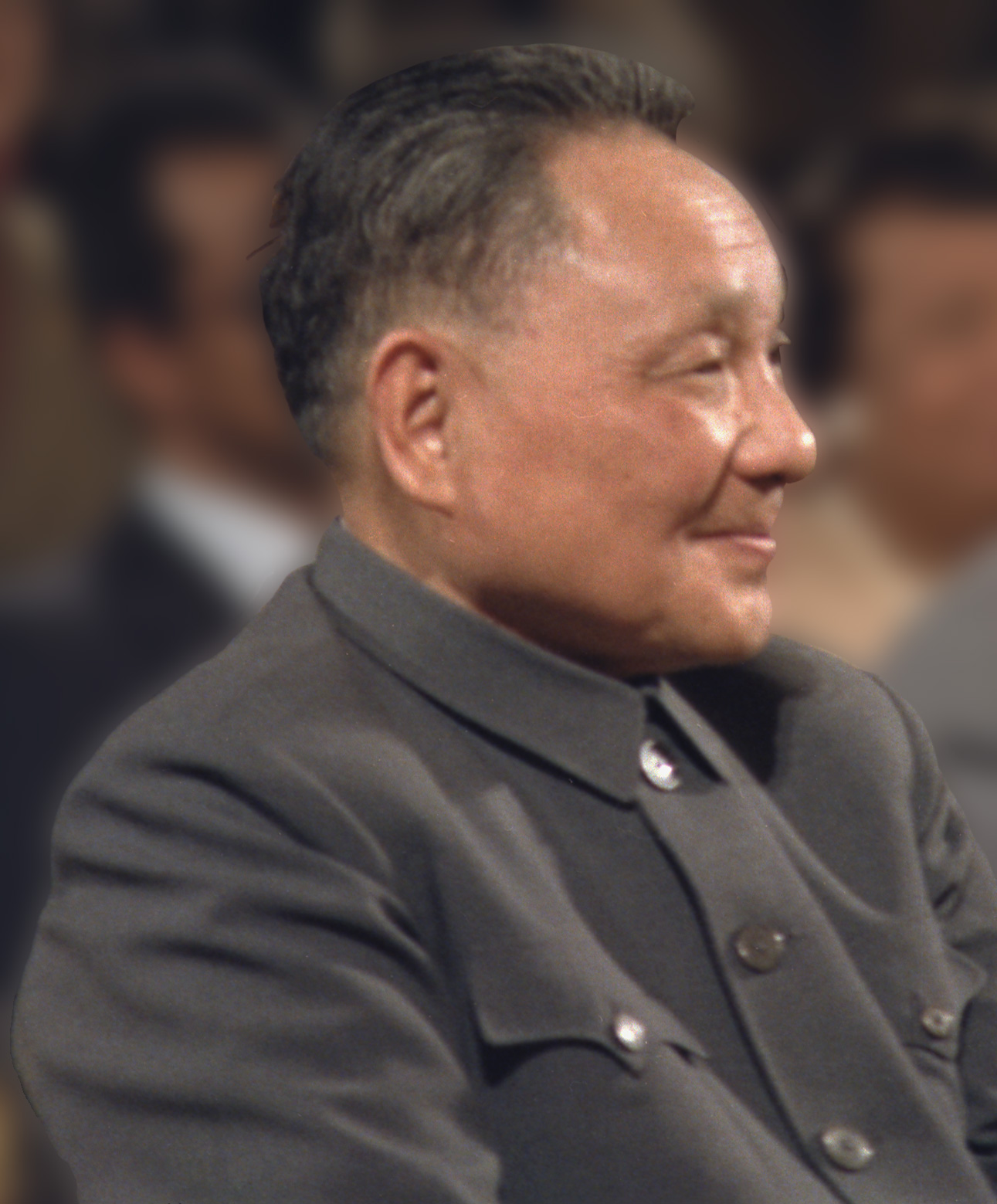
Deng Xiaoping (1979)

Die Entspannung beschleunigte sich nach dem Ende der bewaffneten Auseinandersetzungen und nach dem Tod Mao Zedongs im Jahre 1976, der Verhaftung der Viererbande und mit dem Beginn der wirtschaftlichen Reformen Deng Xiaopings.
Doch auch nach dem Tod Maos gab es mehrmals außenpolitische Konflikte aufgrund der unterschiedlichen nationalen Interessen beider Länder:
Die erste große Konfrontation fand in Indochina statt. Das Ende des Vietnamkrieges hatte pro-sowjetische Regierungen in Vietnam und Laos sowie ein pro-chinesisches Regime der Roten Khmer in Kambodscha als Ergebnis. Als in Kambodscha ethnische Vietnamesen verfolgt und ermordet wurden und es zu Kämpfen in den Grenzregionen kam, marschierte Vietnam im Jahre 1979 in Kambodscha ein und stürzte das Regime Pol Pots. Die chinesische Regierung empfand das als Provokation und startete eine „Strafexpedition“ nach Nordvietnam. Der Chinesisch-Vietnamesische Krieg endete mit einem Rückzug der Chinesen. Die Sowjetunion verurteilte China, unternahm aber keine militärischen Schritte.
Im Jahre 1979 marschierte die Sowjetunion in Afghanistan ein, wo die kommunistische Regierung zu stürzen drohte. Deng Xiaoping war besorgt über die zunehmende sowjetische Machtposition und befürchtete eine sowjetisch-vietnamesische Einkreisung. Er verurteilte die sowjetische Intervention und erklärte, diese demonstriere Moskaus Drang nach „weltweiter Hegemonie.“ China schloss sich dem Boykott der Olympischen Sommerspiele 1980 in Moskau und der Unterstützung der USA und Pakistans für die afghanischen Mudschahedin als Teil der Operation Cyclone an und wendete dafür insgesamt mehr als 400 Millionen US-Dollar auf.
Kurz vor seinem Tod schlug der sowjetische Partei- und Staatschef Leonid Breschnew bei einer Rede in Baku einen versöhnlichen Ton gegenüber China an. Dies ebnete den Weg zur Teilnahme eines chinesischen Ministers an Breschnews Beerdigung 1982 und zu zögerlichen Bemühungen, die Spannungen zu mindern. Deng Xiaoping forderte zur Verbesserung der chinesisch-sowjetischen Beziehungen die Beseitigung von drei Hindernissen:
1. Die sowjetische Truppenkonzentration an der chinesischen Grenze und in der Mongolei
2. Die sowjetische Unterstützung der vietnamesischen Besetzung von Kambodscha
3. Die sowjetische Besetzung Afghanistans.

Als im Jahre 1985 Michail Gorbatschow sowjetischer Parteichef wurde, setzte er sich die Normalisierung der Beziehungen zu China zum Ziel. Die Streitkräfte an der Grenze zu China wurden stark reduziert, normale Wirtschaftsbeziehungen eingeleitet und die Grenzfrage wurde ausgeklammert. Der Abzug der sowjetischen Armee aus Afghanistan verbesserte die Beziehungen noch zusätzlich. Die ideologischen Differenzen aus den sechziger Jahren wurden jedoch nicht beigelegt, und offizielle Beziehungen zwischen den zwei kommunistischen Parteien wurden nicht aufgenommen. Da die Beziehungen zwischen China und der Sowjetunion immer noch unterkühlt waren, sah die amerikanische Regierung unter Präsident Ronald Reagan China als natürliches Gegengewicht zur Sowjetunion; dies führte zu amerikanischer Militärhilfe für die Volksbefreiungsarmee.
Gorbatschow besuchte im Mai 1989 China, um die sich bessernden Beziehungen zu festigen. Dieser Besuch fand kurz vor dem Tian’anmen-Massaker statt, was letzterem Ereignis zu einer sehr großen Präsenz in der Berichterstattung der internationalen Medien verhalf.